# Purgatorius
Purgatorius ist eine ausgestorbene Säugetiergattung, welche als früheste Form eines Primaten oder Vor-Primaten gilt und ein primatenähnlicher Vorläufer der Plesiadapiformes war. Überreste von Purgatorius, überwiegend Zähne und Kieferfragmente, wurden im Osten Montanas in der Hell-Creek-Formation, und in Saskatchewan gefunden. Die Gattung wurde nach dem Purgatory Hill benannt.

## Merkmale
Zähne und Kieferfragmente sind winzig und lassen auf ein sehr kleines Tier mit einem Gewicht von wenig mehr als 20 Gramm schließen. Die Zähne sind bunodont (Zahnkronen mit Höckern versehen) und weisen eine rechtwinklige Kontur auf. Dies lässt auf eine frugivor-omnivore Ernährung schließen (Obst- und Allesfresser).
Die Zahnformel lautete {\displaystyle {3\cdot 1\cdot 4\cdot 3 \over 3\cdot 1\cdot 4\cdot 3}} .
Fossile Fersenbeine und Sprungbein, die Purgatorius zugeschrieben wurden, weisen Merkmale auf, die als Beleg für eine baumbewohnende Lebensweise interpretiert wurden.

## Systematik
Purgatorius wird als basaler Euarchont, einer Klade aus Riesengleitern, Spitzhörnchen und Primaten oder als ältester Vertreter der Plesiadapiformes, einer ausgestorbenen, nah mit den Primaten verwandten Säugetierordnung angesehen. Die Gattung wurde 1965 von Leigh Van Valen und Robert E. Sloan mit den beiden Arten Purgatorius unio  und Purgatorius ceratops beschrieben.
Innerhalb der Gattung wurden bislang fünf Arten beschrieben:
- Purgatorius unio Van Valen & Sloan, 1965
- Purgatorius ceratops Van Valen & Sloan, 1965
- Purgatorius janisae Van Valen, 1994[6]
- Purgatorius titusi Buckley, 1997[7]
- Purgatorius mckeeveri Wilson Mantilla, Chester, Clemens et al., 2021[1]

Ein vermutlich enger Verwandter von Purgatorius ist die Gattung Pandemonium mit der Typusart Pandemonium dis, die Leigh M. Van Valen in derselben Veröffentlichung, in der 1994 die Erstbeschreibung von Purgatorius janisae erschien, erstmals beschrieb.

## Belege
1. 1 2  Gregory P. Wilson Mantilla,  Stephen G. B. Chester, William A. Clemens, Jason R. Moore, Courtney J. Sprain, Brody T. Hovatter, William S. Mitchell, Wade W. Mans, Roland Mundil und Paul R. Renne: Earliest Palaeocene purgatoriids and the initial radiation of stem primates. R. Soc. open sci.8210050210050, Februar 2021, doi: 10.1098/rsos.210050
2. 1 2  Carroll (1993), Seite 471.
3. ↑  Stephen G. B. Chester, Jonathan I. Bloch, Doug M. Boyer, William A. Clemens: Oldest known euarchontan tarsals and affinities of Paleocene Purgatorius to Primates. In: PNAS. Band 112, Nr. 5, 2015, S. 1487–1492, doi:10.1073/pnas.1421707112.
4. ↑  Kemp (2005), Seite 375.
5. ↑  Leigh Van Valen, Robert E. Sloan: The Earliest Primates. In: Science. Band 150, Nr. 3697, 1965; S. 743–745, doi:10.1126/science.150.3697.743.
6. 1 2  Leigh M. Van Valen: The origin of the plesiadapid primates and the nature of Purgatorius. In: Evolutionary Monographs. Band 15, 1994, S. 1–79, Volltext (PDF).
7. ↑  Gregory A. Buckley: A new species of Purgatorius (Mammalia; Primatomorpha) from the Lower Paleocene Bear Formation, Crazy Mountains Basin, south-central Montana. In: Journal of Paleontology. Band 71, Nr. 1, 1997, S. 149–155, doi:10.1017/S0022336000039032.